# Silver Sirotti
Silver Sirotti (Forlì, 2 settembre 1949 – San Benedetto Val di Sambro, 4 agosto 1974) è stato un funzionario italiano delle Ferrovie dello Stato, insignito di medaglia d'oro al valor civile alla memoria per aver tentato di soccorrere i viaggiatori coinvolti nella strage dell'Italicus.

## Biografia
Diplomato all'I.T.I.S. “Marconi” di Forlì nel 1968, studente alla Facoltà di Ingegneria presso l'Università di Bologna, fu assunto nel 1973 dalle Ferrovie dello Stato con la qualifica di "conduttore" (controllore), presso il Deposito Personale Viaggiante di Bologna. Il 4 agosto 1974, nel momento della morte, Sirotti era in servizio di scorta sul treno Espresso 1486 "Italicus"; aveva 24 anni.

### La morte
Sirotti riuscì a sopravvivere allo scoppio della bomba sul treno, non trovandosi in quel momento nella vettura esplosa. Tuttavia, anziché mantenersi in salvo, intendendo aiutare i viaggiatori intrappolati nelle fiamme, entrò nella vettura rovente con un semplice estintore.
Riferirono due agenti di polizia: «Improvvisamente il tunnel da cui doveva sbucare il treno si è illuminato a giorno, la montagna ha tremato, poi è arrivato un boato assordante. Il convoglio, per forza di inerzia, è arrivato fin davanti a noi. Le fiamme erano altissime e abbaglianti. Nella vettura incendiata c'era gente che si muoveva. Vedevamo le loro sagome e le loro espressioni terrorizzate, ma non potevamo fare niente poiché le lamiere esterne erano incandescenti. Dentro doveva già esserci una temperatura da forno crematorio. "Mettetevi in salvo!", abbiamo gridato, senza renderci conto che si trattava di un suggerimento ridicolo data la situazione. Qualcuno si è buttato dal finestrino con gli abiti in fiamme. Sembravano torce. Ritto al centro della vettura un ferroviere, la pelle nera cosparsa di orribili macchie rosse, cercava di spostare qualcosa. Sotto doveva esserci una persona impigliata. "Vieni via da lì!", gli abbiamo gridato, ma proprio in quel momento una vampata lo ha investito facendolo cadere accartocciato al suolo».

## Onorificenze e riconoscimenti

### Riconoscimenti
- Nella stazione di San Benedetto Val di Sambro-Castiglione dei Pepoli (dove ha perso la vita), gli è stata intitolata la sala d'aspetto.
- Nella stazione di Bologna Centrale, presso il marciapiede del 1º binario, vi è un monumento con lapide commemorativa.[3]
- A Forlì gli sono stati dedicati un parco pubblico e una via.
- A Forlimpopoli gli è stata dedicata una via.
- A Cesena gli è stato dedicato un piazzale nei pressi della stazione ferroviaria.
- A Rimini gli è stato dedicato un giardino nei pressi della stazione ferroviaria.
- A Ravenna gli è stata dedicata una via.